# (7139) Tsubokawa
(7139) Tsubokawa est un astéroïde de la ceinture principale.

## Description
(7139) Tsubokawa est un astéroïde de la ceinture principale. Il fut découvert le 14 février 1994 à Ojima par Tsuneo Niijima et Takeshi Urata. Il présente une orbite caractérisée par un demi-grand axe de 3,00 UA, une excentricité de 0,03 et une inclinaison de 9,8° par rapport à l'écliptique.

## Compléments